# Liga I 2025-26
La temporada 2025-26 es la centésima octava edición de la Liga I la máxima categoría del fútbol profesional en Rumania, y organizada por la Liga Profesionistă de Fotbal. La temporada comenzó el 11 de julio de 2025 y finalizará en junio de 2026.
El FCSB fue el campeón defensor tras conseguir la temporada pasada su título número 28.

## Formato
Los 16 equipos participantes jugarán entre sí todos contra todos dos veces totalizando 30 partidos cada uno, al término de la fecha 30 los seis primeros clasificados pasarán a jugar la ronda por el campeonato, mientras que los otros diez pasarán a jugar la ronda por la permanencia.
Los equipos clasificados 9° y 10° de la ronda por la permanencia descenderán directamente a Liga II, mientras el 7° y 8° lugares jugarán una ronda de ascenso/descenso contra el 3° y 4° lugares de la Liga II 2025-26.

## Ascensos y descensos
| Pos. | Descendidos de la Liga I 2024-25 |
| ---- | -------------------------------- |
| 13.º | FC Politehnica Iași              |
| 15.º | Sepsi OSK                        |
| 16.º | FC Gloria Buzău                  |

| Pos. | Ascendidos de la Liga II 2024-25 |
| ---- | -------------------------------- |
| 1.º  | FC Argeș Pitești                 |
| 2.º  | FK Csíkszereda Miercurea Ciuc    |
| 5.º  | FC Metaloglobus București        |

## Equipos participantes
| Club                   | Ciudad         | Estadio                            | Capacidad |
| ---------------------- | -------------- | ---------------------------------- | --------- |
| Argeș Pitești          | Pitești        | Stadionul Orășenesc (Mioveni)      | 10.000    |
| Botoșani               | Botoșani       | Stadionul Municipal Botoşani       | 12.000    |
| CFR Cluj               | Cluj-Napoca    | Stadionul Dr. Constantin Rădulescu | 23.500    |
| Csíkszereda            | Miercurea Ciuc | Stadionul Municipal Miercurea Ciuc | 4.000     |
| Dinamo București       | Bucarest       | Arena Națională                    | 55.634    |
| Farul Constanța        | Constanța      | Stadionul Farul                    | 15.500    |
| Rapid București        | Bucarest       | Estadio Rapid-Giulești             | 14.100    |
| FCSB                   | Bucarest       | Estadio Steaua                     | 31.600    |
| Hermannstadt           | Sibiu          | Estadio Municipal de Sibiu         | 14.200    |
| Metaloglobus București | Bucarest       | Stadionul Metaloglobus             | 1.000     |
| Otelul Galati          | Galați         | Estadio Oțelul                     | 13.000    |
| Petrolul Ploiești      | Ploiești       | Estadio Ilie Oană                  | 15.500    |
| Unirea Slobozia        | Slobozia       | Estadio Nicolae Dobrin             | 6.000     |
| U Craiova 1948         | Craiova        | Stadionul Ion Oblemenco            | 30.983    |
| Universitatea Cluj     | Cluj-Napoca    | Cluj Arena                         | 30.201    |
| UTA Arad               | Arad           | Estadio Francisc von Neumann       | 12.700    |

## Temporada regular

### Clasificación
| Pos. | Equipo                 | Pts. | PJ | G | E | P | GF | GC | Dif. | Clasificación 2025-26 |
| ---- | ---------------------- | ---- | -- | - | - | - | -- | -- | ---- | --------------------- |
| 1    | Universitatea Craiova  | 16   | 6  | 5 | 1 | 0 | 14 | 8  | +6   | Grupo Campeonato      |
| 2    | Rapid București        | 12   | 6  | 3 | 3 | 0 | 10 | 5  | +5   | Grupo Campeonato      |
| 3    | UTA Arad               | 12   | 6  | 3 | 3 | 0 | 10 | 7  | +3   | Grupo Campeonato      |
| 4    | Unirea Slobozia        | 10   | 6  | 3 | 1 | 2 | 10 | 8  | +2   | Grupo Campeonato      |
| 5    | Farul Constanța        | 10   | 6  | 3 | 1 | 2 | 9  | 8  | +1   | Grupo Campeonato      |
| 6    | Botoșani               | 9    | 6  | 2 | 3 | 1 | 12 | 7  | +5   | Grupo Campeonato      |
| 7    | Universitatea Cluj     | 9    | 6  | 2 | 3 | 1 | 10 | 7  | +3   | Grupo Descenso        |
| 8    | Dinamo București       | 9    | 6  | 2 | 3 | 1 | 9  | 8  | +1   | Grupo Descenso        |
| 9    | Argeș Pitești          | 9    | 6  | 3 | 0 | 3 | 9  | 9  | 0    | Grupo Descenso        |
| 10   | Petrolul Ploiești      | 6    | 6  | 1 | 3 | 2 | 6  | 5  | +1   | Grupo Descenso        |
| 11   | Oțelul Galați          | 6    | 6  | 1 | 3 | 2 | 5  | 7  | −2   | Grupo Descenso        |
| 12   | CFR Cluj               | 5    | 5  | 1 | 2 | 2 | 8  | 10 | −2   | Grupo Descenso        |
| 13   | FCSB                   | 5    | 6  | 1 | 2 | 3 | 8  | 10 | −2   | Grupo Descenso        |
| 14   | Hermannstadt           | 4    | 6  | 0 | 4 | 2 | 6  | 8  | −2   | Grupo Descenso        |
| 15   | Metaloglobus București | 1    | 6  | 0 | 1 | 5 | 5  | 14 | −9   | Grupo Descenso        |
| 16   | Csíkszereda            | 1    | 5  | 0 | 1 | 4 | 5  | 15 | −10  | Grupo Descenso        |

Actualizado a los partidos jugados el 18 de agosto de 2025.
 Fuente: LPF, Soccerway

### Resultados
| Local \ Visitante      | ARG | BOT | CFR | CSI | DIN | FAR | FCSB | HER | MET | OTE | PET | RAP | USL | UCJ | UCV | UTA |
| ---------------------- | --- | --- | --- | --- | --- | --- | ---- | --- | --- | --- | --- | --- | --- | --- | --- | --- |
| Argeș Pitești          | —   |     |     | 3–1 |     |     |      |     |     | 2–0 |     | 0–2 |     |     |     |     |
| FC Botoșani            | 3–1 | —   |     |     |     | 1–1 |      |     |     |     |     |     | 4–0 |     |     |     |
| CFR Cluj               | 0–2 | 3–3 | —   |     |     |     |      |     |     |     |     |     | 2–1 | a   | 2–3 |     |
| Csíkszereda            |     |     |     | —   | 2–2 |     |      |     |     |     |     | 0–2 |     |     | 1–2 |     |
| Dinamo București       |     | 0–0 |     |     | —   |     | 4–3  |     |     |     |     |     |     |     |     | 1–1 |
| Farul Constanța        |     |     |     |     |     | —   |      |     | 2–1 | 3–2 |     |     |     | 0–1 |     |     |
| FCSB                   |     |     |     |     | a   | 1–2 | —    | 1–1 |     |     |     |     | 0–1 |     |     |     |
| FC Hermannstadt        |     |     |     |     |     |     |      | —   | 2–2 |     |     |     |     | 2–2 |     |     |
| Metaloglobus București |     |     |     |     | 0–1 |     |      |     | —   |     | 0–3 |     |     | 1–4 |     |     |
| Oțelul Galați          |     |     |     |     | 2–1 |     |      |     |     | —   | 0–0 | 1–1 |     |     |     |     |
| Petrolul Ploiești      |     |     |     |     |     |     | 0–1  | 1–1 |     |     | —   |     |     |     |     | 1–2 |
| Rapid București        |     | 2–1 | 1–1 |     |     |     | 2–2  |     |     |     |     | —   |     |     |     |     |
| Unirea Slobozia        |     |     |     | 6–1 |     |     |      |     | 2–1 | 0–0 |     |     | —   |     |     |     |
| Universitatea Cluj     |     |     | a   |     |     |     |      |     |     |     | 1–1 |     |     | —   |     | 1–1 |
| Universitatea Craiova  | 3–1 |     |     |     |     |     |      | 1–0 |     |     |     |     |     | 2–1 | —   |     |
| UTA Arad               |     |     |     |     |     | 2–1 |      | 1–0 |     |     |     |     |     |     | 3–3 | —   |